# Легкі колеса
Легкі колеса (англ. Easy Wheels) — американський комедійний бойовик 1989 року.

## Сюжет
Розслідуючи загадкові пропажі дітей репортер їде на Середній Захід США в штат Айова. У цей же час до Айови в'їжджають два байкерських клуби — «Bourne Losers» і «Woman of the Wolves». Двом клубам тісно в одному штаті. Брюс, ватажок «невдах», закохується в Вовчицю, головну байкершу «вовчиць». Однак через деякий час виявляється, що діточок крадуть саме вони. Чи зможуть «невдахи» зупинити «Жінок Вовка»? Це з'ясуватися після битви в покинутому кар'єрі.

## У ролях
| Актор              | Роль          |
| ------------------ | ------------- |
| Пол Ле Мет         | Брюс          |
| Ейлін Девідсон     | Вовчиця       |
| Марджорі Бренсфілд | Венді         |
| Беррі Лівінгстон   | репортер      |
| Марк Голтон        | Тварина       |
| Тереза Рендл       | Ейс           |
| Джемі Річардс      | Мерилі        |
| Карен Расселл      | Кенді         |
| Роберта Васкес     | Тондалео      |
| Стіві Стерлінг     | Чарівність    |
| Карлос Компеан     | Пако          |
| Майк Лейнерт       | Метхед        |
| Ліза Нельсон       | Беккі Сью     |
| Роберт Травіано    | Домінго       |
| Роберт Міано       | Нік           |
| Тед Реймі          | Чарлі         |
| Джо Ши             | Ірв Шоллстром |
| Ребекка Йорк       | Меріен        |
| Ден Гікс           | Джо           |